# Перес, Хосе Хоакин
Хосе Хоакин Перес Маскаяно (исп. José Joaquín Pérez Mascayano; 6 мая 1801 — 1 июля 1889) — чилийский политический деятель. Президент Чили с 1861 по 1871 год, стал преемником Мануэля Монтта после отказа выдвигаться на пост Антонио Вараса. В 1849—1850 годах занимал пост Министра внутренних дел и общественной безопасности Чили, а с 1873 по 1876 пост председателя Сената Чили.